# 74-й армейский корпус (вермахт)
74-й армейский корпус (нем. LXXIV. Armeekorps), сформирован 27 июля 1943 года.

## Боевой путь
С августа 1943 года — дислоцировался на северо-западе Франции (полуостров Бретань).
С июня 1944 — бои в Нормандии против высадившихся американо-британских войск.
В 1945 году — бои в Германии. В апреле 1945 — корпус уничтожен американскими войсками в Рурском котле.

## Состав корпуса
В мае 1944
- 77-я пехотная дивизия
- 266-я пехотная дивизия

15 декабря 1944
- Командующий: генерал пехоты Karl Püchler
  - III/139-й тяжёлый гаубичный дивизион (12 150mm sFH 18)
  - 628-й миномётный дивизион (6 210mm гаубиц)
  - 992-й лёгкий артиллерийский дивизион (8 105mm lFH 18/40 &
  - 4 152mm KH 433(r) орудия)
  - 843-й лёгкий артиллерийский дивизион (12 105mm lFH 18)
  - 1193-й тяжёлый артиллерийский дивизион (9 150mm sFH 18)
  - 1308-й крепостной артиллерийский дивизион (27 FK 240 (d))
  - 85-я пехотная дивизия: полковник Bechler
    - 1/,2/1053-й пехотный полк
    - 1/,2/1054-й пехотный полк
    - 1/,2/1064-й пехотный полк
    - 85-й стрелковый батальон
    - 1/,2/,3/,4/185-й артиллерийский полк
      - 105mm sFH 18/40 (на 14 декабря) — 12
      - 185-й противотанковый дивизион
      - 185-й сапёрный батальон
      - 185-й батальон связи

    - Подразделения обеспечения дивизии

  - 89-я пехотная дивизия: генерал-майор Bruns (7,861/4,841/4,048)
    - 1/,2/1055-й пехотный полк
    - 1/,2/1056-й пехотный полк
    - 1/,2/1063-й пехотный полк
    - 189-й стрелковый батальон
    - 1/,2/,3/189-й артиллерийский полк
      - -* 105mm sFH 18/40 (на 14 декабря) — 9
      - 122mm sFH 396(r) (на 14 декабря)- 2
      - 150mm lFH 18 (на 14 декабря) — 4

    - 189-й противотанковый дивизион (9 StuG)
    - Подразделения обеспечения дивизии

  - 344-я пехотная дивизия: генерал-майор Jolasse (5,658/3,366/2,985)
    - 1/,2/,3/1057-й пехотный полк
    - 1/,2/,3/1058-й пехотный полк
    - Штаб/832-й пехотный полк
    - 1/,2/,3/,4/344-й артиллерийский полк
      - 105mm sFH 18/40 (on 14 декабря) — 27

    - 344-й стрелковый батальон
    - 344-й противотанковый дивизион (10 Hetzer Pzjg 38t)
    - 344-й сапёрный батальон
    - 344-й батальон связи
    - Подразделения обеспечения дивизии

  - 353-я пехотная дивизия: генерал-лейтенант Mahlmann (7,328/?/2,796)
    - 1/,2/941-й пехотный полк
    - 1/,2/942-й пехотный полк
    - 1/,2/943-й пехотный полк
    - 353-й стрелковый батальон
    - 1/,2/,3/,4/353-й артиллерийский полк
      - 105mm sFH 18/40 (on 14 декабря) — 15
      - 75mm IG 33 (on 14 декабря) — 2

    - 353-й противотанковый дивизион (8 Hetzer Pzjg 38t)
    - 353-й сапёрный батальон
    - 353-й батальон связи
    - Подразделения обеспечения дивизии[1]

В марте 1945
- 85-я пехотная дивизия
- 3-я парашютная дивизия
- 272-я народная пехотная дивизия

## Командующие корпусом
- С 27 июля 1943 — генерал пехоты Эрих Штраубе
- С 16 декабря 1944 — генерал пехоты Карл Пюхлер (16 апреля 1945 взят в американский плен)